# Richard Arnell
Richard Anthony Sayer Arnell (* 15. September 1917 in Hampstead, London; † 10. April 2009 in Bromley, Kent) war ein britischer Komponist und Dirigent.

## Leben
Arnell studierte von 1936 bis 1939 am Royal College of Music in London die Fächer Klavier (bei John Dykes) und Komposition (bei John Ireland). Bereits während seiner Zeit am Royal College wurde sein heute vergessenes Violinkonzert uraufgeführt. 1941 wurde seine Ouvertüre New Age in der Carnegie Hall uraufgeführt, mit der er sich als Komponist etablierte.
Von 1943 bis 1945 war Arnell musikalischer Berater bei der BBC und begann 1948 am Trinity College of Music in London zu unterrichten. 1969/70 war er Professor am Bowdoin College in Maine und anschließend bis 1972 Gastprofessor an der Hofstra University in den USA. Im Jahr 1972 wurde er musikalischer Berater der London Film School.
Richard Arnell schuf auch einige Werke für das britische und das internationale Kino, unter anderem schrieb er 1942 die Musik für den US-amerikanischen Dokumentarfilm Das Land von Robert J. Flaherty. In den 1960er Jahren entstanden weitere Kompositionen für den Film. 1964 schrieb er neben Hans-Martin Majewski auch Teile der Filmmusik für die internationale Koproduktion Der Besuch des österreichischen Regisseurs Bernhard Wicki mit Ingrid Bergman und Anthony Quinn in den Hauptrollen und übernahm auch das Dirigat. 1967 steuerte er die Musik für das britische Kriminaldrama ...und Scotland Yard schweigt mit Van Heflin bei.

## Werke

### Orchesterwerke
- New Age, Ouvertüre, op. 2
- The War God, op. 36
- Sinfonie Nr. 1, op. 31
- Sinfonie Nr. 2, op. 33
- Sinfonie Nr. 3, op. 40
- Sinfonie Nr. 4, op. 52
- Sinfonie Nr. 5, op. 113
- Sinfonie Nr. 6, op. 179
- Punch and the child, Ballett

### Kammermusik
- Classical variations for strings, op. 1
- Sonata for cello solo, op. 35
- Suite for unaccompanied violoncello
- Music for Harp, op. 72 Nr. 1
- Streichquartett Nr. 1, op. 4
- Streichquartett Nr. 2, op. 14
- Streichquartett Nr. 3, op. 41
- Serenade für Bläserdezett & Kontrabass, op. 57
- Streichquartett Nr. 4, op. 62
- Streichquartett Nr. 5, op. 99
- Streichquartett Nr. 6, op. 170

## Filmmusik (Auswahl)
- 1942: Das Land (The Land)
- 1964: The Third Secret
- 1964: Der Besuch (The Visit)
- 1967: ...und Scotland Yard schweigt (The Man Outside)
- 1977: The Black Panther
- 1981: Dilemma
- 1986: Masters of Animation (TV-Serie)